# Island of Kesmai
Island of Kesmai var ett MUD-spel som anses ha varit det första kommersiella onlinespelet. Spelet lanserades 1985 och var en vidareutveckling av rollspelet Dungeons & Dragons. Det anses även vara en föregångare till moderna MMORPG-spel.
Island of Kesmai nåddes via den amerikanska nättjänsten CompuServe och möjliggjorde att över hundra spelare för första gången kunde vara online samtidigt och spela mot varandra. Användarna fick då betala runt 6–12 dollar i timmen för att vara online och spela, beroende på vilken typ av uppkoppling de hade. Världen i spelet var uppbyggd med ASCII-grafik.